# Giulia Del Buono
Giulia Del Buono, nota anche con lo pseudonimo di Indiana (Roma, 14 luglio 1957), è una cantante italiana.

## Biografia
Nota soprattutto negli anni novanta per alcuni singoli dance incisi con lo pseudonimo di Indiana, nel 1976 Giulia Del Buono esordisce con il suo vero nome vincendo il Festival di Castrocaro, e aggiudicandosi nello stesso anno anche la Gondola d'Argento alla Mostra Internazionale di Musica Leggera con il brano Io la sera, pubblicato su 45 giri dalla RCA Italiana con sul retro un'intensa cover di Claudio Baglioni: Con tutto l'amore che posso.
Dopo i singoli Fumo (1982) e Senza te (1987), che non ottengono il successo sperato, la cantante riappare sulla scena musicale nel 1990, acquisendo il nome d'arte di Indiana. Il singolo Una Scossa Al Cuore/Il Migliore (The Best) è prodotto da Cristiano Malgioglio.
Del 1993 è la svolta dance, con il passaggio all'etichetta Discomagic: escono i singoli Mac Arthur Park  e Amame En La Boca, mentre nel 1994 è la volta di Let The Music Play, cover di Shannon, originariamente portata al successo nel 1983. 
Del 1995 sono i suoi due veri successi: in estate esce il singolo riempipista Tears On My Face (I Can See The Rain), e realizza con la collaborazione dei Ti.pi.cal il singolo Together Again, fra i dischi più ballati nell'autunno/inverno 1995/'96.
La sua ultima incisione risale all'inverno 1996 con il singolo I Wanna Be Loved.

## Discografia

### Singoli

#### Giulia Del Buono
- 1976 – Io la sera/Con tutto l'amore che posso (RCA Italiana, TPBO-1277) – Giulia Del Buono
- 1982 – Fumo/Figlio dei tempi (Ricordi, SRL-10967)
- 1987 – Senza Te

#### Indiana
- 1990 – Una Scossa Al Cuore/Il Migliore (The Best) (Dischi Ricordi)
- 1993 – Mac Arthur Park / Maradona (DiscoMagic Records)
- 1993 – Amame En La Boca / Mira El Mundo Chinese (DiscoMagic Records)
- 1994 – Let The Music Play / Lascia Suonare La Musica (DiscoMagic Records)
- 1995 – Tears On My Face (I Can See The Rain (Drohm)
- 1995 – Together Again (Drohm)
- 1996 – I Wanna Be Loved (Drohm)

### Partecipazioni
- 1982 – Musica a colori (ATV Music) (LP in cui interpreta il brano Simon Templar, come Indiana)